# Евксиноград

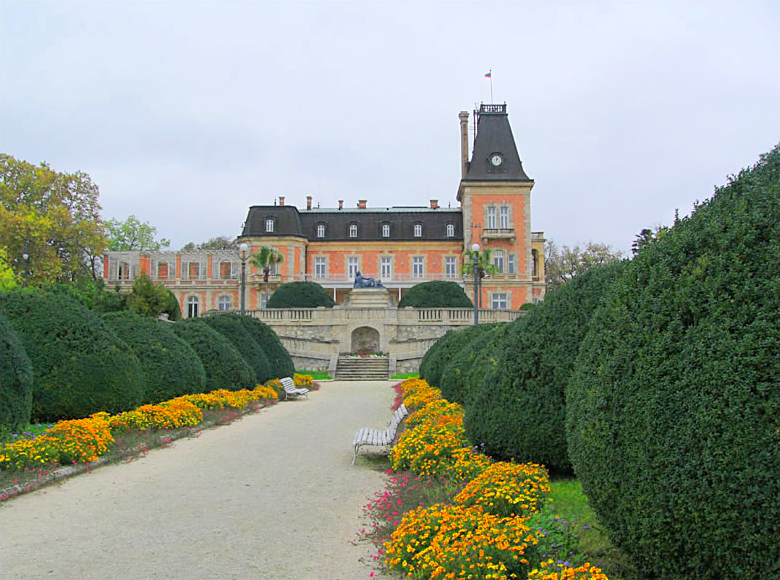
Палац «Евксиноград»

Палац «Евксиноград» (болг. Дворецът „Евксиноград“) розташований на північ від Приморського парку міста Варна.  Побудований як літня резиденція князя Олександра I Батенберга. Спершу резиденція називалась «Сандрово» (по зменшувальному йменні князя на італійській мові — Sandro), але пізніше в 1893 році княгиня Марія Луїза Бурбон-Пармська перейменувала дану споруду в Евксиноград — перша частина назви якої походить від грецької назви Чорного моря Ευξένος πόντος.

## Історія і будівля
Палац був побудований на землі, яку князь Олександр отримав як подарунок від грецького єпископа у Варні 16 березня 1882 року. До цього по сусідству був невеличкий монастир «Св. Дмитрія та Св. Констянтина», які згодом за часів князя Фердинанда були відновлені і перетворені в малу резиденцію, яку назвали «Тунела».

## Парк
Одним із найкрасивіших місць Евксинограду є його парк. Він займає понад 550 гектарів із загальної площі в 800 гектарів. Спершу плануванням парку займався відомий французький дендролог Едуард Андре. Згодом над парком працювали й інші архітектори та садові дизайнери. перший декоративний матеріал поставлявся з Марселя в період з 1880—1912 рік, понад 50 000 одиниць дерев і рослин з більш ніж 310 видів. Це й були перші насадження. Найбільш голі і кам'янисті місця на схилах було удобренно родючими ґрунтами, взятими з річки Камчія. В цей час парк засаджувався вічнозеленими видами хвойних, ялівцевих та листяних дерев і чагарників. Найінтенсивніші засадження спостерігались в 1900—1911 роках. В цей час створено декоративний розсадник для вирощування саджанців. Найпершими в парку були засаджені ялини, кедри, кипариси та лібоцедруси (близько теплиць палацу і парку). Після цього були засадженні троянди, рододендрони та азалії.

## Галерея

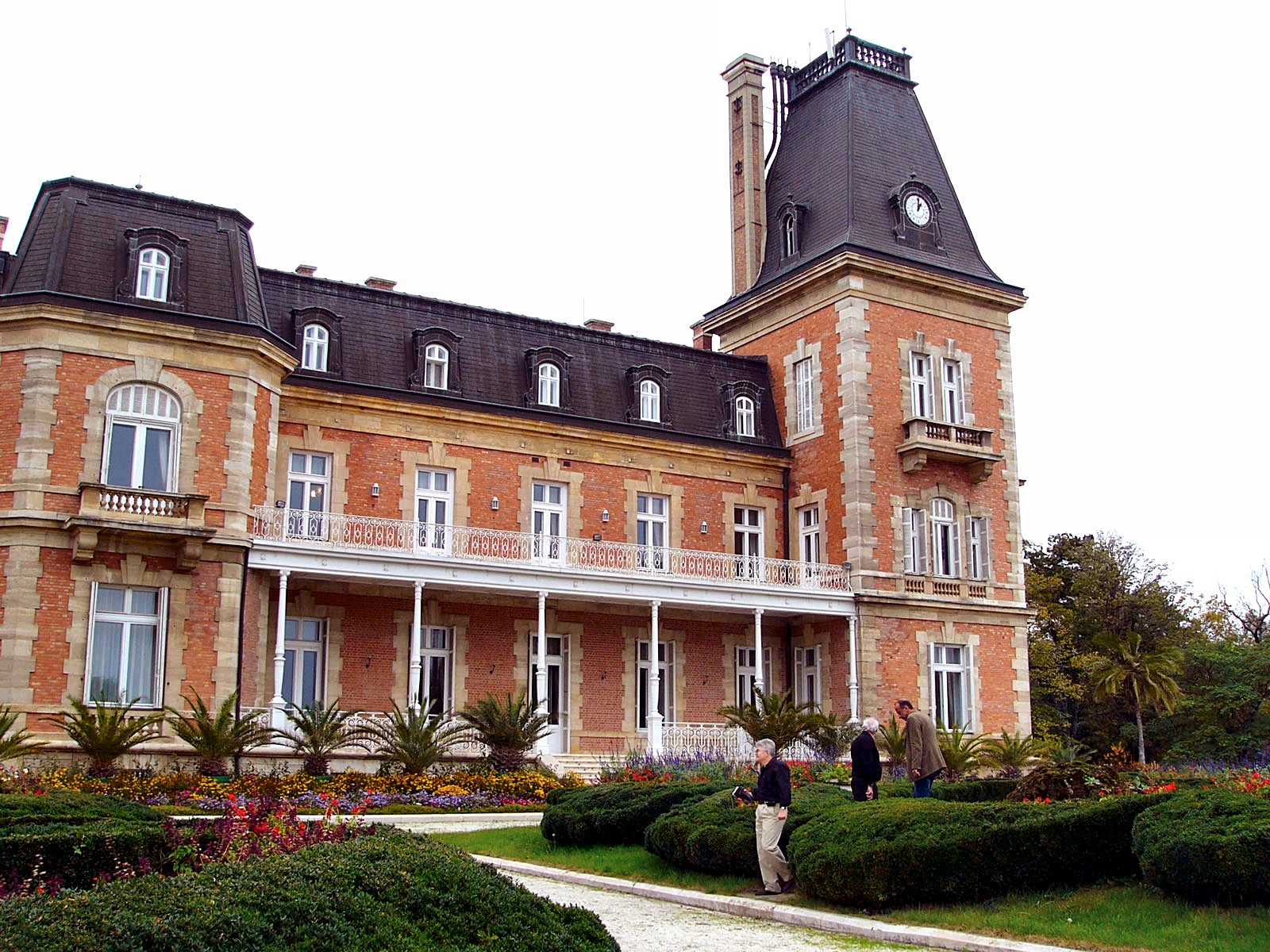
Вигляд палацу
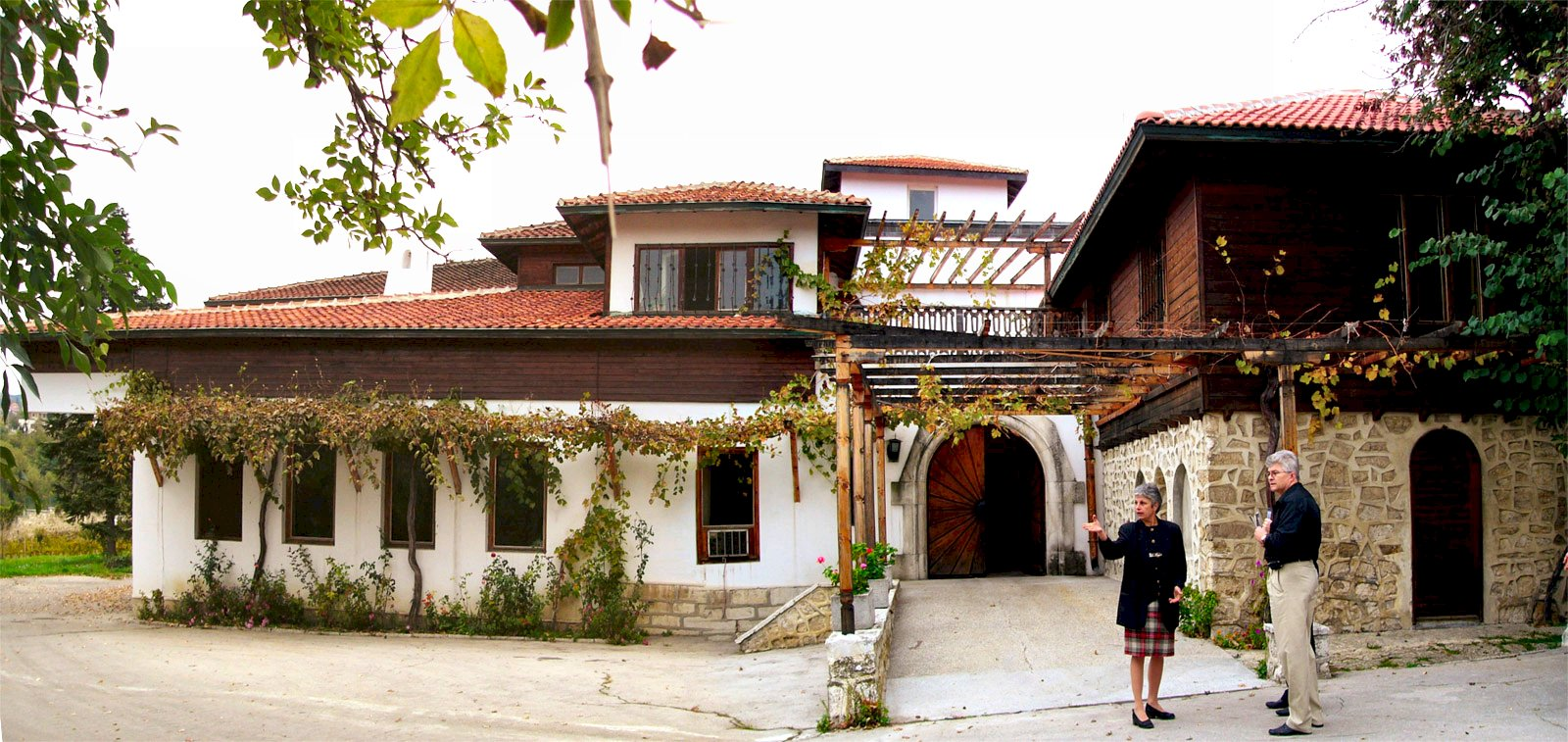
Вхід в підвал
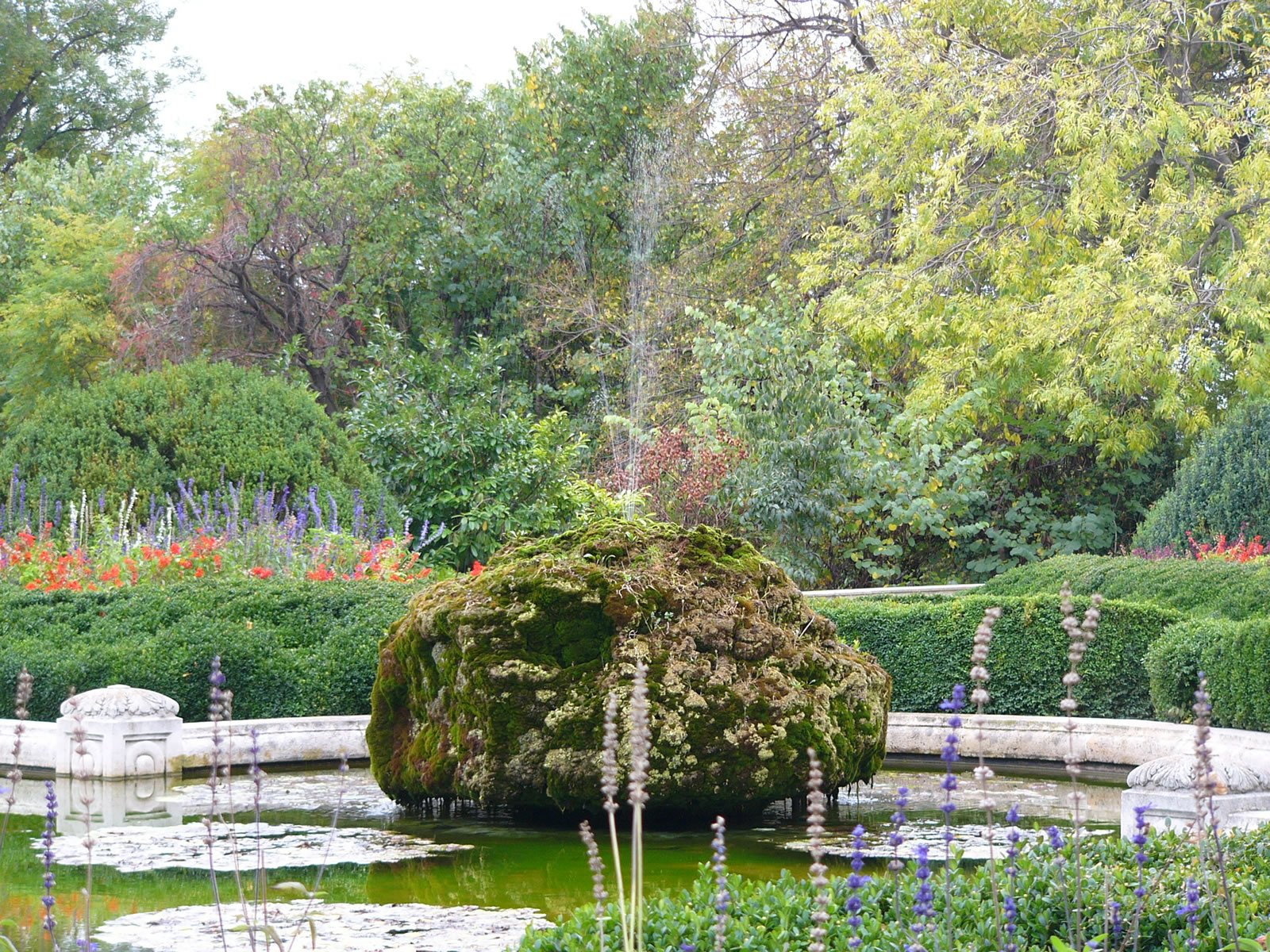
Парк
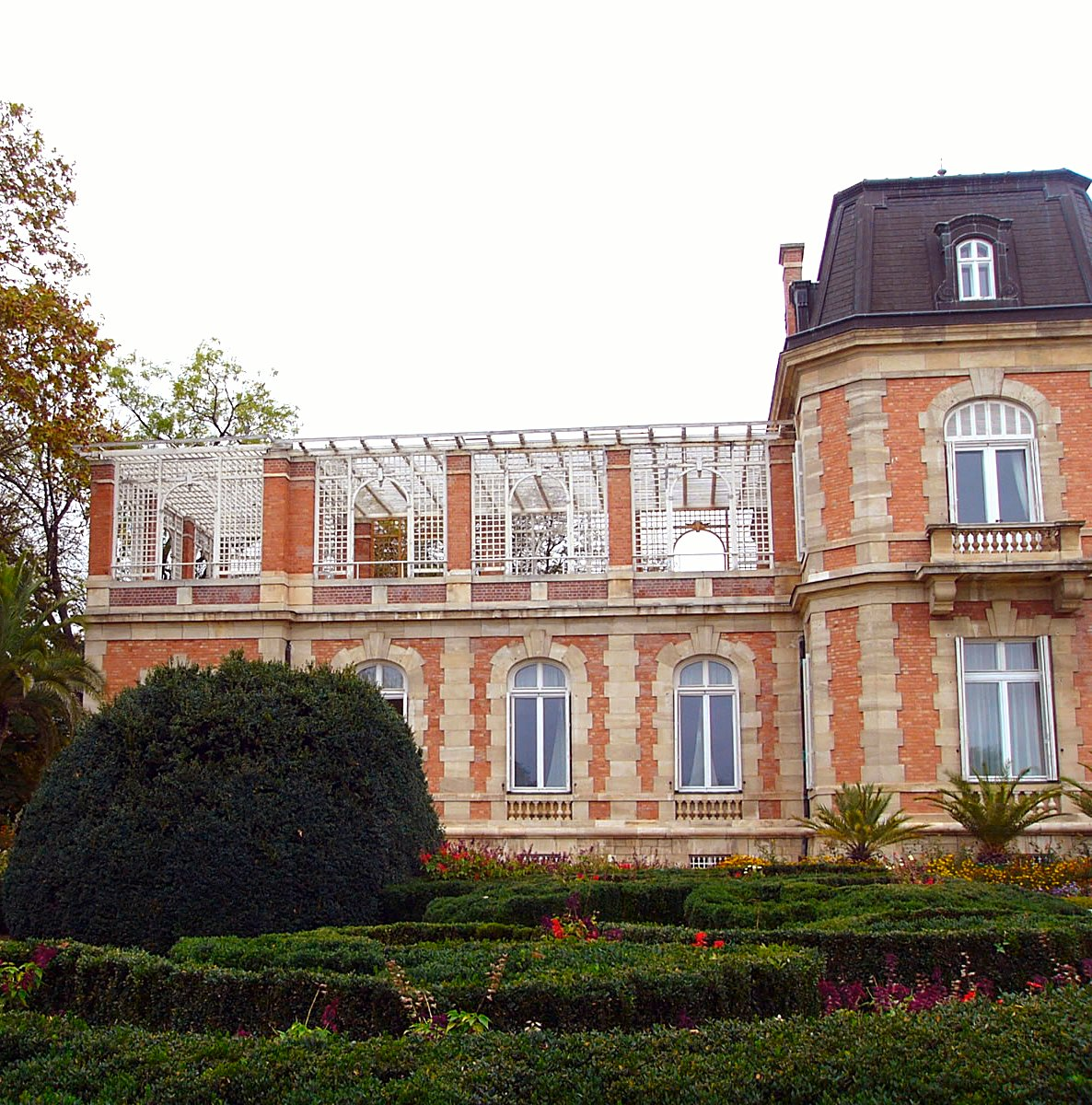
Частина будівлі
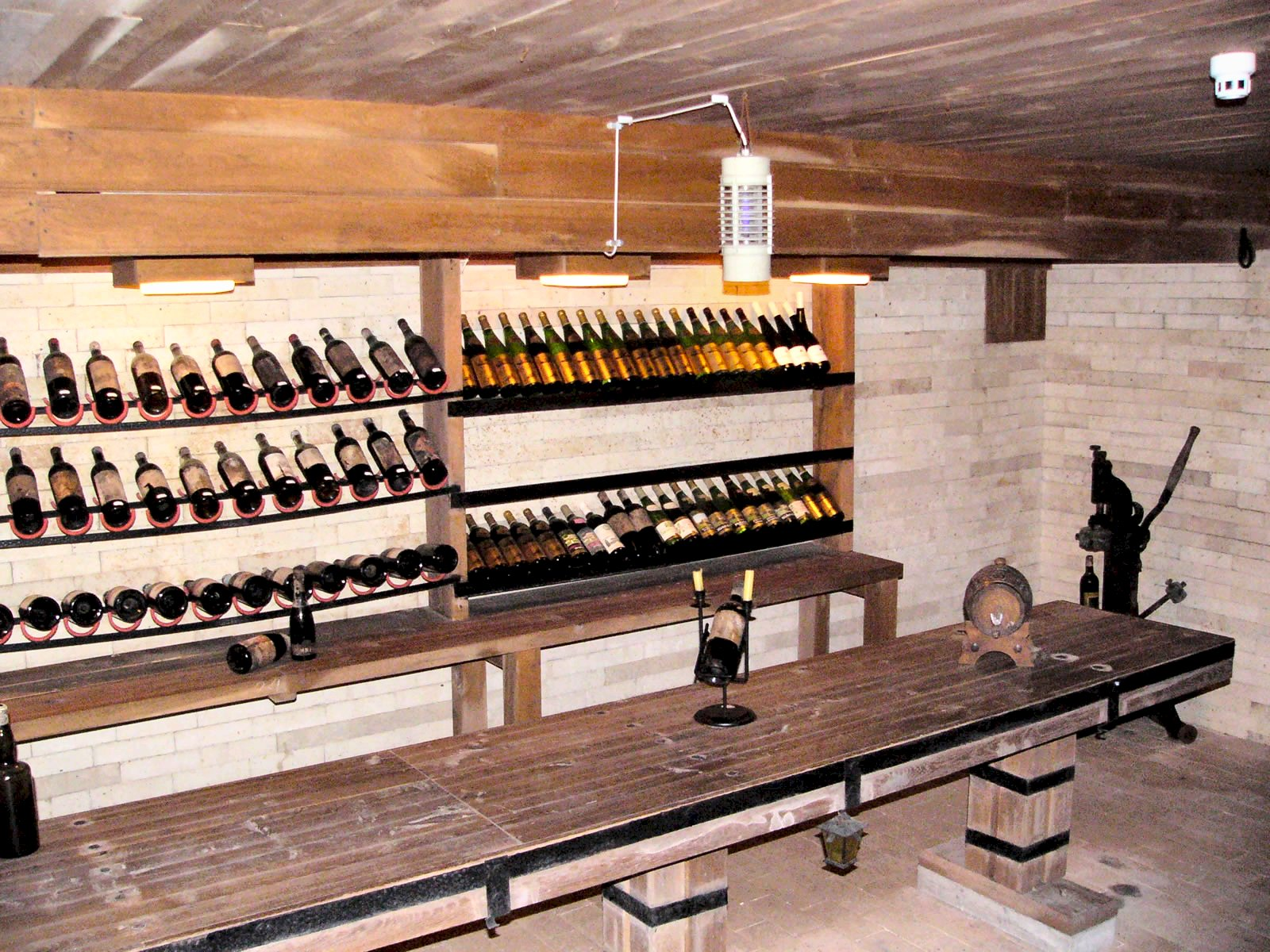
Всередині підвалу
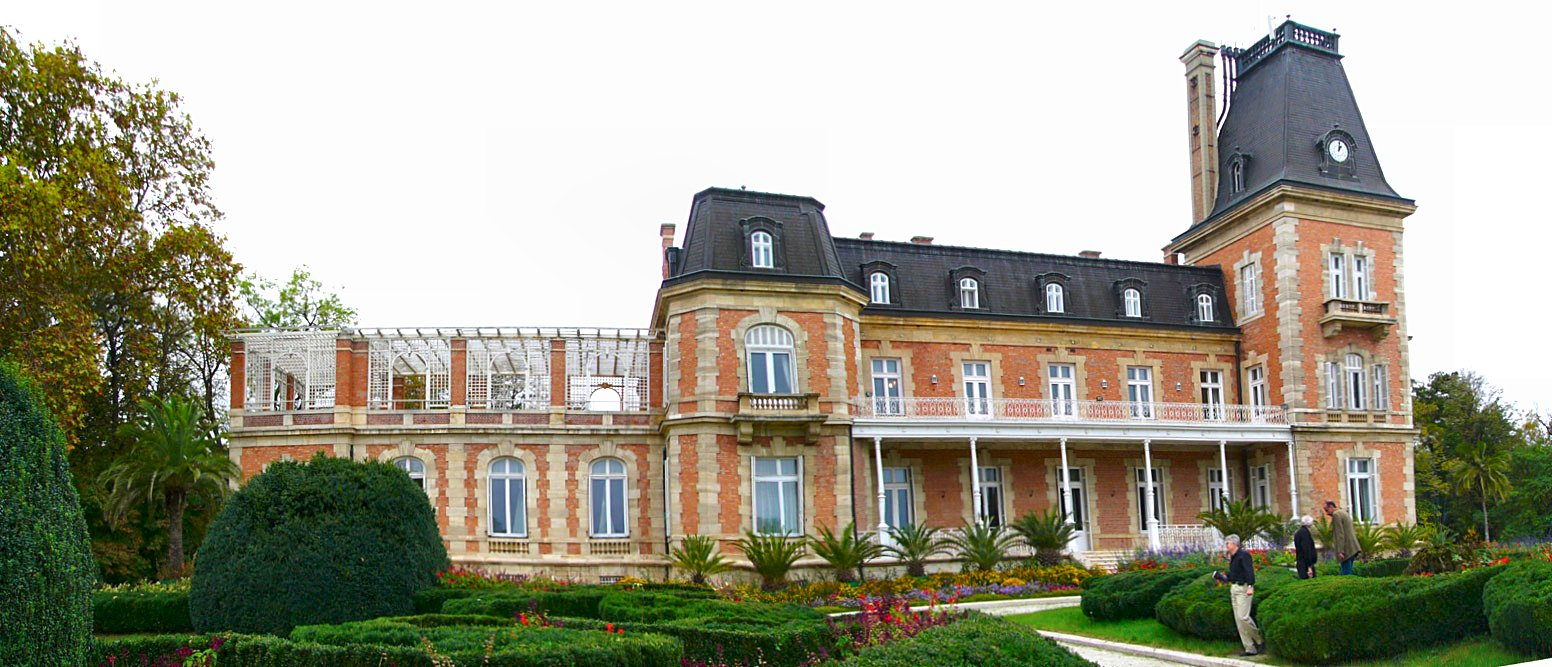
Панорамний вигляд